# Districte de Saint-Pierre (Martinica)
El Districte de Saint-Pierre és una divisió administrativa francesa, situada al departament i regió de Martinica.
El codi INSEE del districte és el 9724.

## Composició

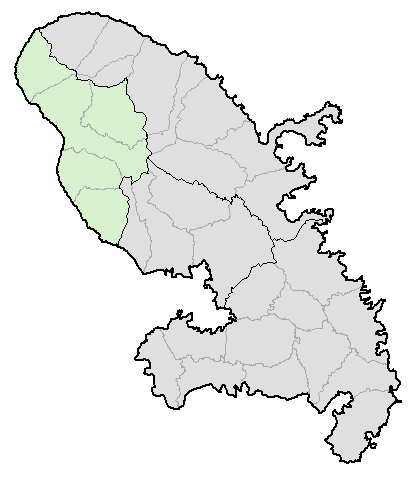
Districte de Saint-Pierre

Llista de Cantons del districte de Saint-Pierre :
- Cantó de Le Carbet - (plusieurs) ;
- Cantó de Case-Pilote-Bellefontaine - (plusieurs) ;
- Cantó de Le Morne-Rouge - (commune) ;
- Cantó de Le Prêcheur - (commune) ;
- Cantó de Saint-Pierre - (plusieurs).

Llegenda :
(fraction) : Fracció de comuna
(commune) : Comuna sencera

## Evolució demogràfica
| 24 129                                       | 24 090 | 23 278 | 21 178 | 23 336 | 23 464 |
| Chiffres INSEE Població sense dobles comptes |        |        |        |        |        |